# Pianeta esterno

Moto retrogrado apparente di Marte nel 2003 visto dalla Terra (simulazione realizzata con Stellarium).

Sono detti pianeti esterni o superiori i pianeti del sistema solare che orbitano oltre l'orbita della Terra. Sono pertanto considerati pianeti esterni Marte, Giove, Saturno, Urano e Nettuno.
I pianeti esterni, a differenza dei pianeti interni, presentano sempre tutto il disco illuminato, se visti dalla Terra.
Talvolta sono indicati come pianeti esterni i pianeti che orbitano oltre la fascia principale, in analogia alla definizione del sistema solare esterno. In questa accezione, prevalente nella letteratura scientifica in inglese (tradotta come outer planet), l'espressione viene utilizzata come sinonimo di pianeta gioviano e Marte non viene quindi considerato un pianeta esterno.